# Chibchea mayna
Chibchea mayna är en spindelart som beskrevs av Huber 2000. Chibchea mayna ingår i släktet Chibchea och familjen dallerspindlar. Inga underarter finns listade i Catalogue of Life.